# شیده (اردستان)
شیده (اردستان)، روستایی از توابع بخش مهاباد شهرستان اردستان در استان اصفهان ایران است.
بیشتر مردم روستای شیده به شهرری مهاجرت کرده اند.
از خاندان معروف شیده ، حسینی ، رعیتی ، عزیزی ، مومنی ، رمضانی ، تقی زاده ، نژاد کریمی ، اشاره کرد 

از بزرگان این روستا میتوان به ، حاج رمضان رعیتی شیده ، حاج سید میرزا حسن حسینی شیده ، حاج سید محمد حسینی شیده ، حاج سید رسول حسینی شیده ، حاج یدالله عزیزی شیده ، حاج شیخعلی نژاد کریمی ، حاج غلامحسین نژاد کریمی اشاره کرد 

## جمعیت
این روستا در دهستان همبرات قرار دارد و براساس سرشماری مرکز آمار ایران در سال ۱۳۸۵، جمعیت آن ۱۷ نفر (۱۱خانوار) بوده‌است.
در سال 1404 در کل 4 خانوار جمعیت 5 نفر در آن ساکنند. (حاجیه خانم اقدس نژاد کریم به همراه همسرشان جناب آقای عباس نژاد کریم) و (حاجیه خانم خانمه رعیتی) و (حاجیه خانم آقابگم حسینی) و (حاجیه خانم صدیقه قاسمی)